# Fekitamoeloa 'Utoikamanu
Fekitamoeloa Katoa 'Utoikamanu (n. diciembre de 1959) es una diplomática y política tongana. Entre diciembre de 2021 y marzo de 2024 sirvió como ministra de asuntos exteriores del Gobierno de Tonga. Ejerció como Alta Representante de las Naciones Unidas para los Países Menos Adelantados, Países en Desarrollo sin Litoral y Pequeños Estados Insulares en Desarrollo de 2017 a 2021. Previamente, ocupó el cargo de directora ejecutiva del Ministerio de Turismo de Tonga.

## Biografía

### Formación
Graduada de la Universidad de Auckland, obtuvo una licenciatura de comercio en economía en 1980, y un máster en 1983. Trabajó en el Ministerio de Asuntos Exteriores de Tonga, como Subsecretaria de 1991 a 2002, y luego como Secretaria de 2002 a 2005, al tiempo que servía como Oficial Nacional de la Comisión Europea para Tonga.

### Vida personal
El 16 de marzo de 2022 se confirmó que había resultado positivo para COVID-19.

## Trayectoria
El 15 de febrero de 2005, fue nombrada Representante Permanente de Tonga ante las Naciones Unidas, continuando en el cargo hasta finales de abril de 2009. Mientras estuvo en Nueva York, también representó al Foro de las Islas del Pacífico. Como representante enfatizó la necesidad de enfrentar el cambio climático, y sirvió además como embajadora concurrente ante los Estados Unidos, Venezuela y Cuba, y alta comisionada en Canadá, desde el 26 de mayo de 2005.
En abril de 2009, renunció a sus funciones de embajadora, tanto en las Naciones Unidas como en los cuatro países mencionados, y fue nombrada directora general Adjunta, y directora de Educación, Formación y Desarrollo Humano de la Secretaría de la Comunidad del Pacífico. Al tiempo que desempeñaba este cargo, en 2015 fue designada Procanciller Adjunta y Vicepresidenta del Consejo de la Universidad del Pacífico Sur. En 2016 fue nombrada directora ejecutiva del Ministerio de Turismo de Tonga.
El 12 de abril de 2017 fue nombrada Alta Representante de las Naciones Unidas para los Países Menos Adelantados, Países en Desarrollo sin Litoral y Pequeños Estados Insulares en Desarrollo (OHRLLS). Se mantuvo en el cargo hasta julio de 2021, cuando fue sucedida por el jamaiquino Earle Courtenay Rattray.

## Ministra del Gobierno
El 28 de diciembre de 2021 fue nombrada para el Gabinete de Siaosi Sovaleni como Ministra de Relaciones Exteriores y Ministra de Turismo. Es la única mujer en el gabinete y la única titular de una cartera ministerial no miembro de la Asamblea Legislativa. El 28 de marzo de 2024 renunció a ambos cargos, tras una crisis constitucional.

## Distinciones honoríficas
Dama Gran Cruz de la Orden de la Reina Salote Tupou III (31 de julio de 2008).